# Andreas Lambert

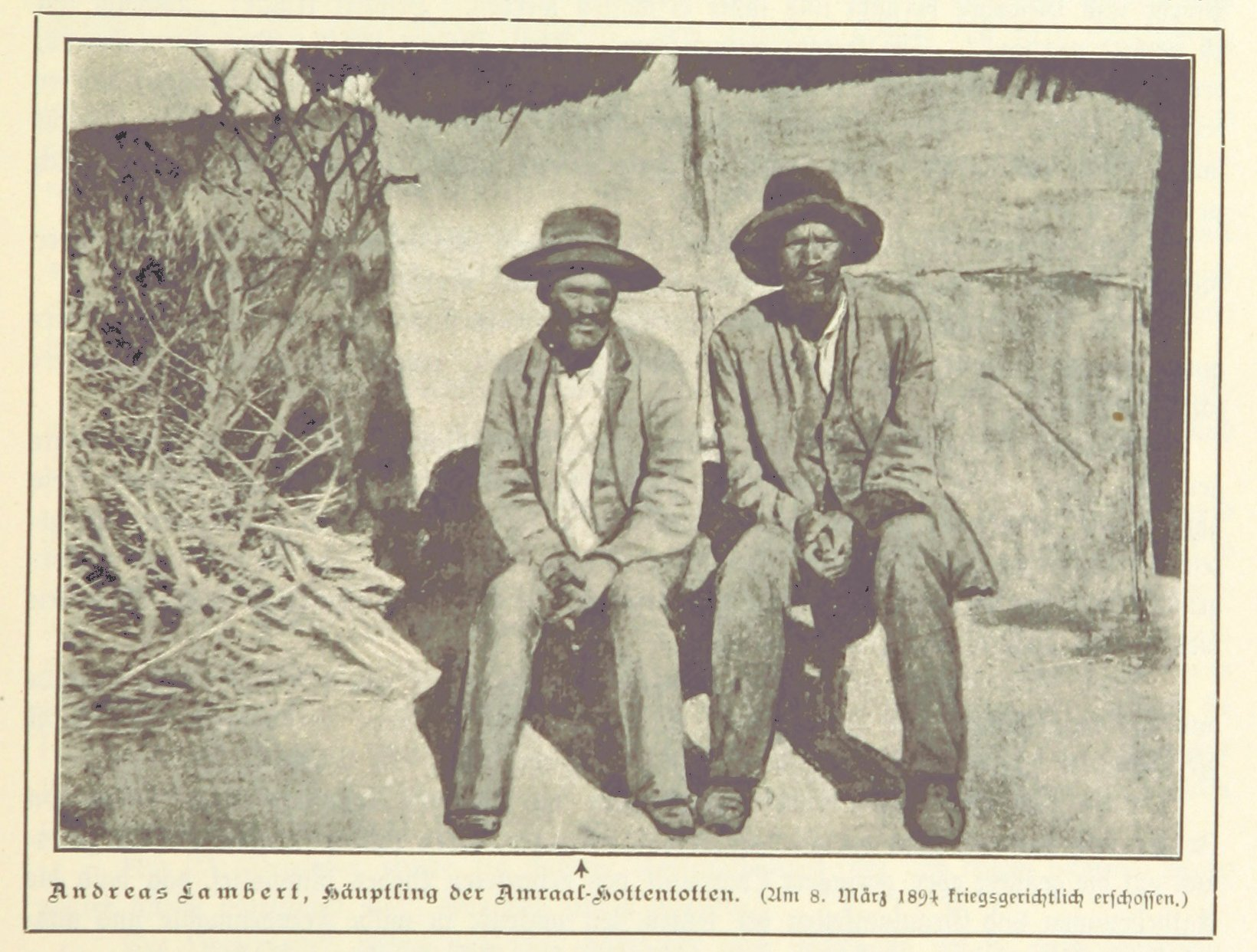
Andreas Lambert (links; kurz vor seinem Tod 1894)

Andreas Lambert, eigentlich ǃNanib (* 1843 oder 1844; † Februar oder 8. März 1894 in Naosanabis, Deutsch-Südwestafrika), war der zweite Kaptein der Lambert-Nama (Kaiǀkhauan), eines Clans der Orlam-Nama, im heutigen Namibia.
Andreas Lambert übernahm 1864 im Alter von 20 Jahren die Führung des Clans als Kaptein von seinem Großvater Amraal Lambert. Dieser und fast die ganze weitere Familie waren zuvor an Pocken gestorben. Er war vor allem für die Überwachung der wichtigen Handelswege ins Ngamiland (heute Botswana) bekannt. Hierbei spielten ab 1889 vor allem Waffenlieferungen an Hendrik Witbooi eine wichtige Rolle.
Lambert weigerte sich stets einen Schutzvertrag mit der Schutztruppe für Deutsch-Südwestafrika zu unterzeichnen. Er wurde zwei Monate nach Ankunft von Theodor Leutwein in Deutsch-Südwestafrika, wegen scheinbar vorgeschobener Verbrechen, hingerichtet. Sein Nachfolger wurde sein Bruder Eduard Lambert.

## Anmerkung
1. ↑  Anmerkung: Dieser Artikel enthält Schriftzeichen aus dem Alphabet der im südlichen Afrika gesprochenen Khoisansprachen. Die Darstellung enthält Zeichen der Klicklautbuchstaben ǀ, ǁ, ǂ und ǃ. Nähere Informationen zur Aussprache langer oder nasaler Vokale oder bestimmter Klicklaute finden sich z. B. unter Khoekhoegowab.